# Woman Travels Alone
Woman Travels Alone är ett musikalbum av Edda Magnason utgivet 2014 av Warner Music Group. Det är Edda Magnasons tredje album.

## Låtlista
1. "Hombre I Know" – 2:00
2. "Tell" – 1:53
3. "Game of Gain" – 3:29
4. "Great Simple Mind" – 2:09
5. "Lingering Girl" – 3:21
6. "Cocoamber" – 4:20
7. "Polar Bear" – 3:55
8. "Bloom" – 3:50
9. "Anchor" – 3:07
10. "Hurry Water" – 3:22
11. "Dare Devil" – 3:20

## Mottagande
Skivan fick ett gott mottagande när den kom ut med ett snitt på 3,8/5 baserat på sex recensioner.